# Walter Nausch
Walter Nausch est un footballeur et entraîneur autrichien né le 5 février 1907 à Vienne et mort le 11 juillet 1957. Il évoluait au poste de  milieu gauche.

## Biographie
International, il reçoit 39 sélections en équipe d'Autriche de 1929 à 1937.
Il emmène l'équipe autrichienne à la troisième place de la coupe du monde 1954.

## Carrière

### En tant que joueur
- 1923-1925 :  SV Amateure Vienne
- 1925-1929 :  Wiener AC
- 1929-1938 :  Austria Vienne

### En tant qu'entraîneur
- 1940-1948 :  Young Fellows Zürich
- 1948-1954 :  Autriche
- 1954-1955 :  Austria Vienne

## Palmarès

### En tant que joueur
Avec l'Autriche :
- Vainqueur de la Coupe internationale 1931-1932

### En tant qu'entraîneur
Avec l'Autriche :
- Troisième de la coupe du monde 1954